# Kalanchoe longiflora
Kalanchoe longiflora är en fetbladsväxtart som beskrevs av Schlechter. Kalanchoe longiflora ingår i släktet Kalanchoe och familjen fetbladsväxter. Inga underarter finns listade i Catalogue of Life.

## Bildgalleri

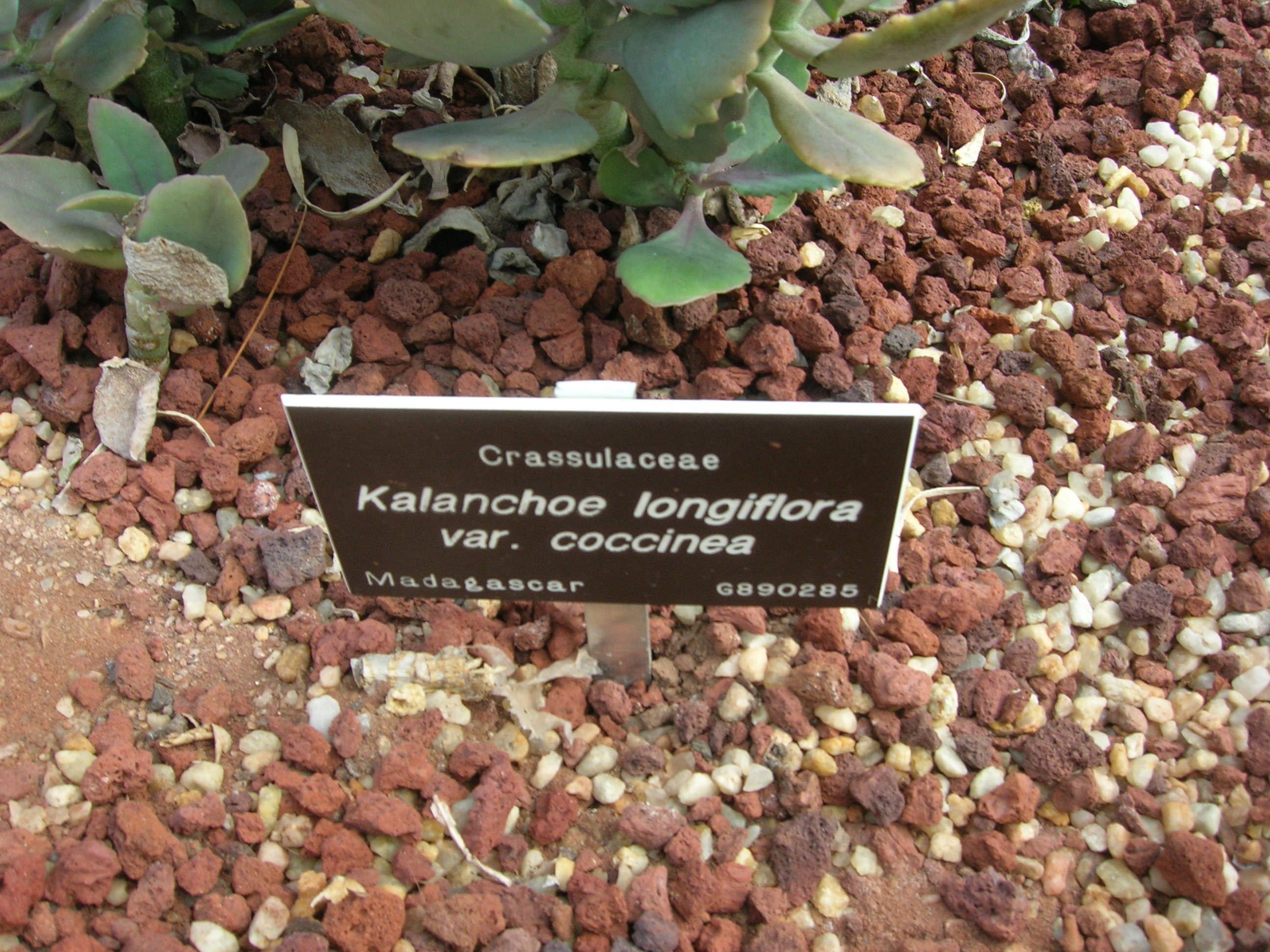
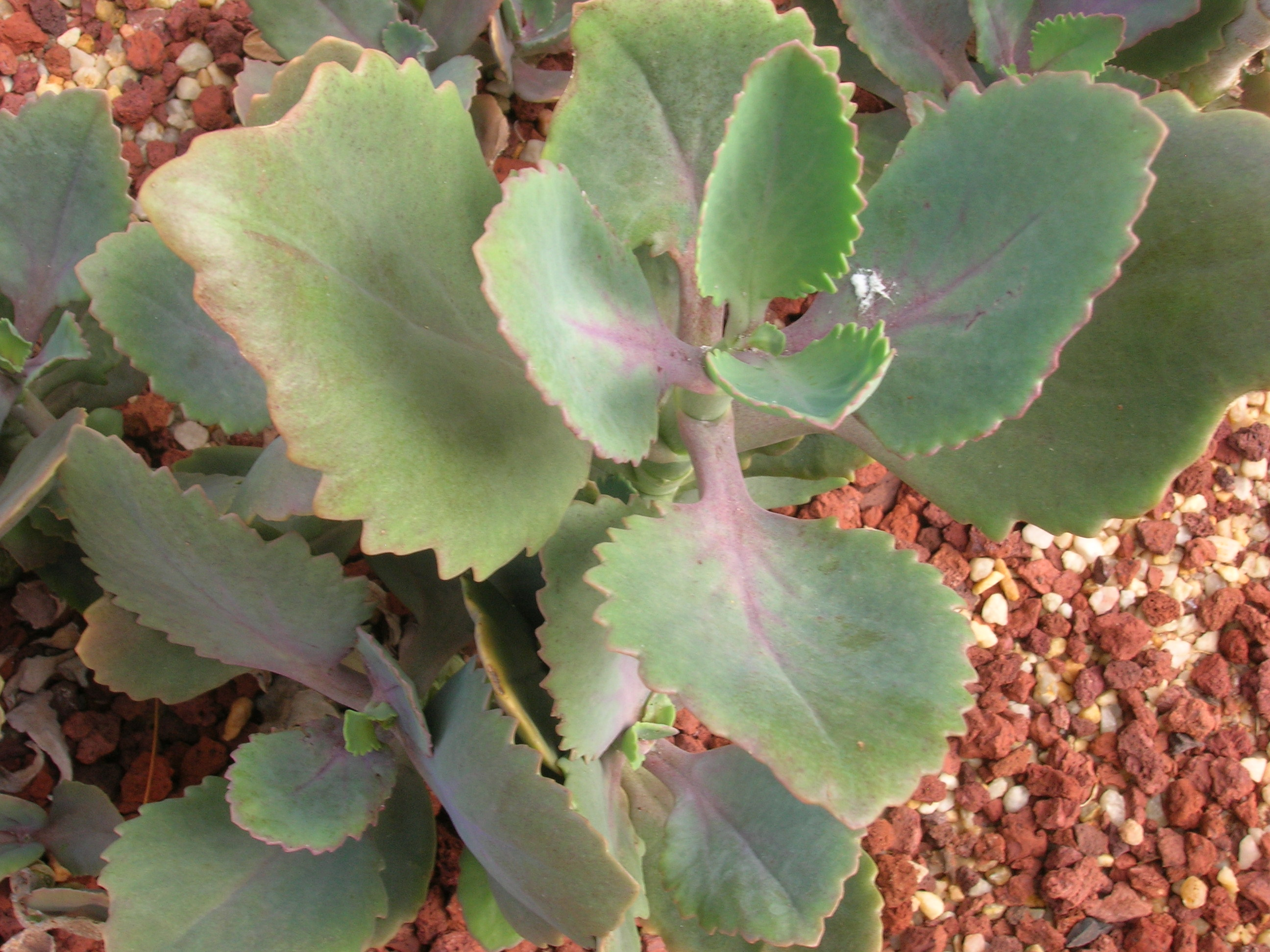
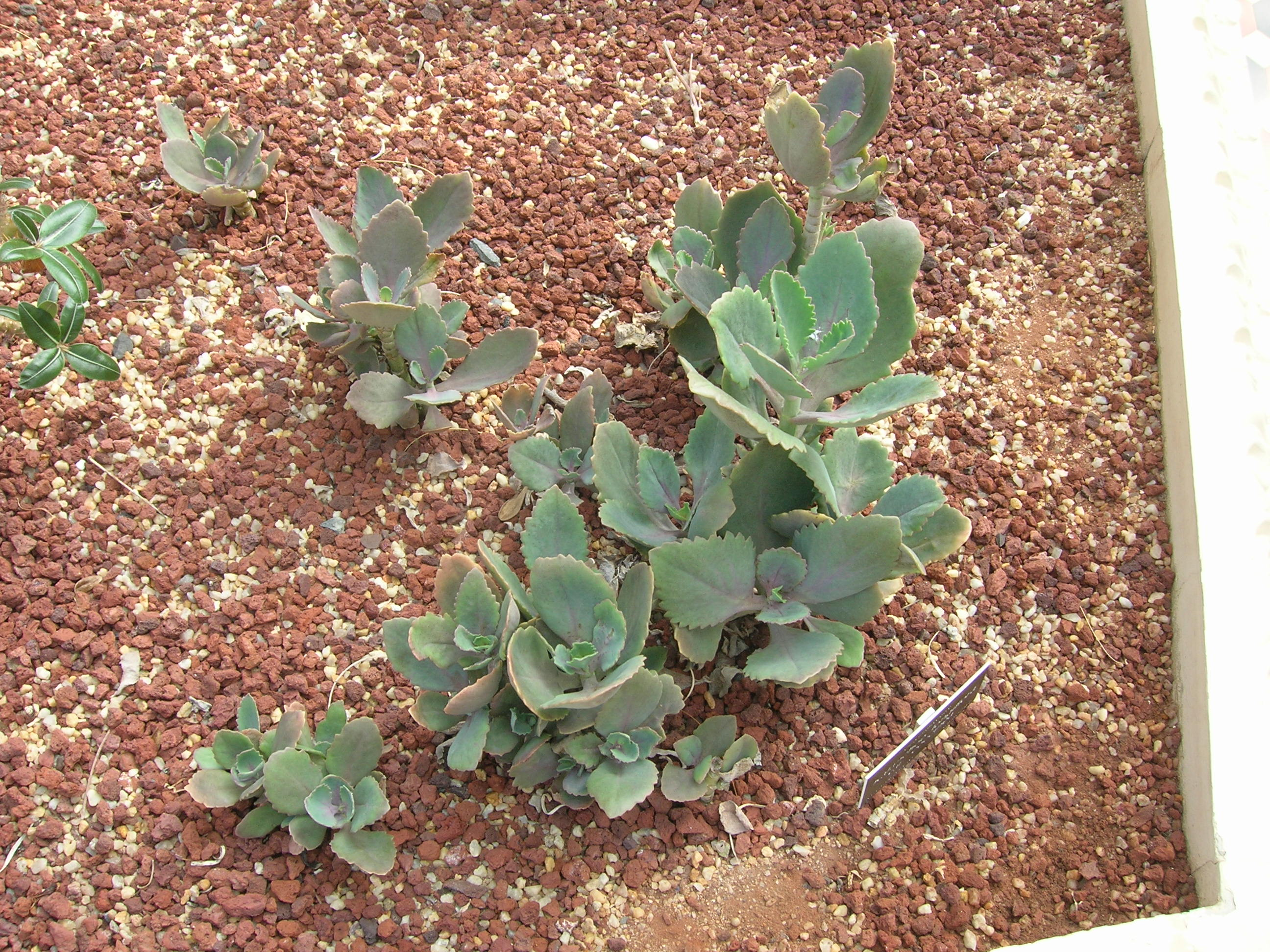
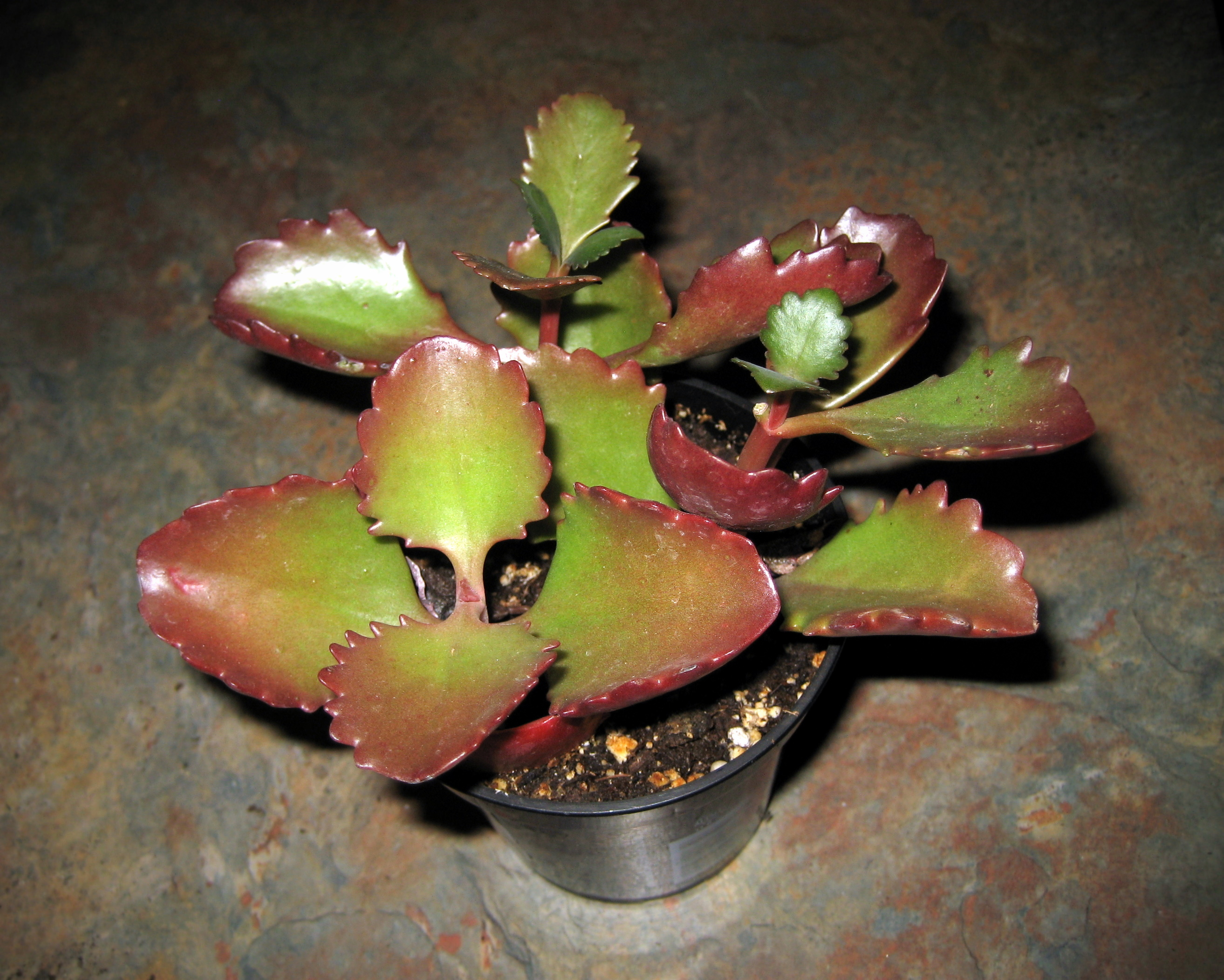